# ソーバー
「ソーバー」はアメリカ合衆国のシンガーソングライターのP!NKの楽曲。この楽曲は、彼女の5枚目のスタジオ・アルバム『ファンハウス』に収録され、アルバムからの2曲目のシングルとして2008年11月3日にリリースされた。各国の週間シングルチャートではチェコ、ポーランドで1位、ドイツで3位を記録した。
| スタブアイコン | サブスタブ | この項目は、まだ閲覧者の調べものの参照としては役立たない、シングルに関連した書きかけの項目です。この項目を加筆・訂正などしてくださる協力者を求めています（P:音楽/PJ:楽曲）。 |